# Camilla Faà

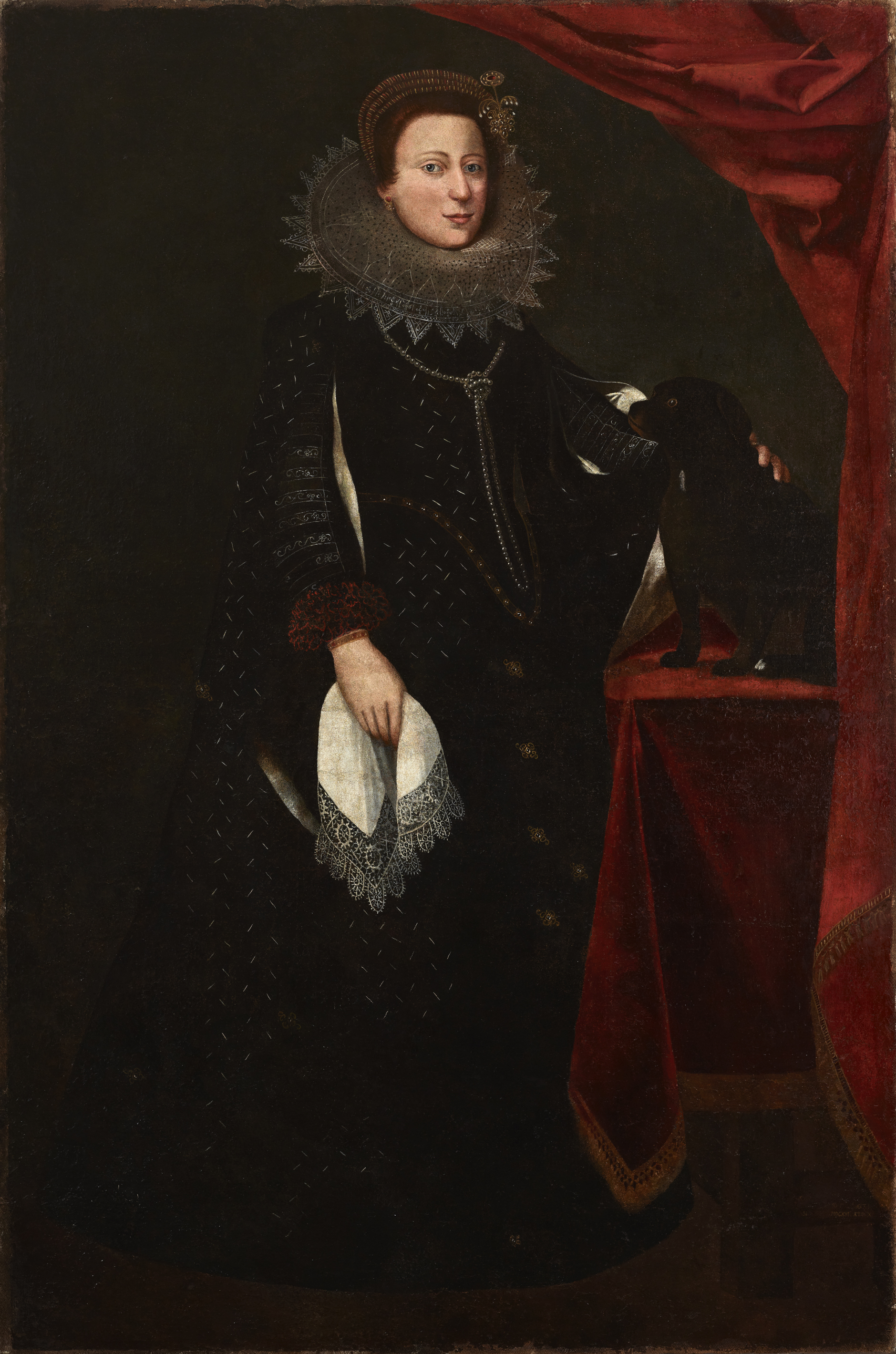

Camilla Faà, född 1599, död 1662, var en italiensk författare, morganatisk gemål till hertig Ferdinand I Gonzaga av Mantua. Hon spärrades in i kloster av sin make efter att han förskjutit henne. Hennes självbiografi anses vara den första i prosa författad av en italiensk kvinna. Hon är föremål för dramat Camilla Faa da Casale av Paolo Giacometti. 
Camilla Faà var dotter till en greve, och hovdam hos Margareta av Savojen vid hovet i Mantua. 
Hon uppvaktades av Ferdinand I Gonzaga, men vägrade att gå med på samlag förrän de hade gift sig. Han gick med på äktenskap, och paret vigdes i hemlighet 1616. Hon blev kort därefter gravid. Äktenskapet blev snart avslöjat och ledde till sådana trakasserier från Ferdinandos släkt att Camilla lämnade Mantua och reste till Casale. Ferdinand ville initialt bevara äktenskapet och gav henne bland annat ett markisat. Han gjorde henne senare sällskap i Casale och erkände deras son vid födseln, men utropade honom inte till sin tronföljare. 
1617 övertalades Ferdinand att förskjuta henne, bad påven om en annullering och gifte sig med Katarina de Medici. Camilla fick order om att återvända till Mantua, men vägrade att återvända till hovet och bosatte sig i kloster för att undvika det. 1618 tvingade Ferdinand henne att bli novis, och 1622 avgav hon sina löften som medlem i klosterorden. Hennes son omhändertogs av Ferdinand.